# كارل لودويغ فون هالر
كارل لودويغ فون هالر (بالإنجليزية: Karl Ludwig von Haller)‏ (و. 1768 – 1854 م) هو كاتب، وسياسي، واقتصادي، وأستاذ جامعي، وكاتب غير روائي سويسري، ولد في برن، توفي في سولوتورن، عن عمر يناهز 86 عاماً.